# Shloka
Un sloka es una forma de verso o estrofa desarrollada a partir del tipo de cuarteto poético llamado anustubh.
Es la base del verso épico de la literatura hinduista, de dieciséis sílabas, y puede ser considerada la estrofa de verso indio por excelencia, ya que se utiliza con mucha más frecuencia que cualquier otra en la poesía clásica en sánscrito.
Por ejemplo, el Mahabharata y el Ramayana (ambos del siglo III a. C. aproximadamente), epopeyas clásicas que constituyen el fundamento de la cultura india, están escritos en su mayoría en slokas.
- śloka, en el sistema AITS (alfabeto internacional para la transliteración del sánscrito).
- श्लोक, en escritura devanagari del sánscrito.
- Pronunciación: /shlóka/ (con la «sh» pronunciada como en Shanghái).[2]

## Etimología
Sloka significa ‘verso’.
- Proviene de śru: 'escuchar'[1]
- Está relacionado posiblemente con śru: ‘escuchar, oír’.
- Tanto sloka como sru provienen de una antiquísima palabra del idioma indoeuropeo, que produjo también otras palabras en idiomas europeos:[2]
  - κλύ-ω, κλευ-σόμεθα, κλῦ-θι o κλυ-τός en griego antiguo
  - clu-o, in-clu-tus, en latín
  - sluti en eslavo
  - Laut en alemán
  - loud en inglés.
- El término aparece por primera vez en el Rig-veda (el texto más antiguo de la India, de mediados del II milenio a. C.),[2] donde se usa varias veces. El antiguo gramático Iaská (entre los siglos VI y IV a. C.) lo hace derivar de la raíz sru (oír) y explica que śloka es aquello que se debe oír (ślokah śrinoteh ślokam śrotaviam). Este parece ser el sentido más antiguo de la palabra. Más tarde pasó a significar himno (stotra). El erudito Saiana conocía esta etimología (véase su comentario al Rig-veda 10.94.1) pero en muchos otros versos (por ejemplo, en el Rig-veda 1.51.12) él la hace derivar de la raíz ślokr (‘unir’ o ‘componer’).[3]
- El poeta Valmiki (en su Ramaiana 1.2.33) crea una etimología ficticia, haciendo que śloka provenga de śoka: ‘sufrimiento’.

## Leyenda del primer sloka
El sabio Valmiki realizaba sus abluciones diarias en el río Ganges. Un discípulo llamado Barad Vaya le llevaba la ropa. En el camino, tenían que cruzar el arroyo Tamasa. Al ver el agua, Valmiki le dijo a su discípulo: «Observa lo clara que es esta agua: como el pensamiento de un buen varón. Hoy me bañaré aquí». Y cuando estaba buscando un lugar adecuado para entrar en el arroyo, oyó el canto dulce de unas aves. Miró hacia arriba, y vio a dos pájaros copulando. Valmiki se sintió complacido al ver a la feliz pareja. De repente, el macho cayó muerto, atravesado por una flecha. Su compañera descendió, y piaba llorando agónicamente. Valmiki se apiadó de esta escena y miró a su alrededor para descubrir quién había matado al pájaro. Vio que se acercaba un cazador con arco y flechas; Valmiki se enojó mucho y espontáneamente pronunció las siguientes palabras, que constituyen la primera sloka:
मा निषाद प्रतिष्ठां त्वमगमः शाश्वतीः समाः।यत्क्रौञ्चमिथुनादेकमवधीः काममोहितम्
Puede transcribirse fonéticamente así:
om ma nishada, pratistam tuam
agamah sasuatíh samáh
iat kraunchá-mithuna-dekam
avadhih kama-mohitam
Y se traduce así:
Oh no, salvaje (de la tribu nishada, de piel negra), la [mala] fama tuya
será insuperable por eternos (saswatí) años (samá)
a ese zarapito (krauñchá) macho mientras copulaba (mithuná)
mataste, engañado por el deseo.

## Métrica
El sloka es tratado como una copla. Cada hemistiquio (medio verso), de 16 sílabas puede tomar una forma pathiá (‘normal’) o una de varias vipulá (‘ampliada’), como en el esquema inferior.
En este orden, del análisis de 2579 versos tomados de las obras de Kalidasa, Magha, Bharavi y Biljana, los cuatro tipos de métrica diferentes aparecen con el siguiente número de repeticiones: pathiá: 2289, vipulá: 116, 89 y 85.